# Sete Cidades
Sete Cidades es una freguesia portuguesa perteneciente al concejo de Ponta Delgada, situado en la Isla de São Miguel, Región Autónoma de Azores. Posee un área de 19,22 km² y una población total de 858 habitantes (2001). La densidad poblacional asciende a 44,6 hab/km². Se encuentra a una latitud de 37.87N y una longitud 25.78O. La freguesia se encuentra a 260 m s. n. m. Se encuentra dentro de la caldera del volcán de las Sete Cidades, en la margen oriental de la laguna homónima. El nombre de la freguesia hunde sus raíces en las leyendas de las Sete Cidades del Atlántico.

## Freguesiaspróximas
- Ginetes, oeste
- Mosteiros noroeste
- Ajuda da Bretanha, norte
- Pilar da Bretanha, NNE

- Datos: Q2003616
- Multimedia: Sete Cidades / Q2003616

1. ↑  Worldpostalcodes.org,código postal n.º 9555-199.